# Espresso (píseň)
„Espresso“ je píseň americké zpěvačky a skladatelky Sabriny Carpenter. Vyšla 11. dubna 2024 jako hlavní singl z jejího šestého studiového alba Short n' Sweet. Píseň napsala spolu s Amy Allen, Julian Bunetta a Steph Jones.

## Hitparáda
| Země        | Umístění |
| ----------- | -------- |
| Austrálie   | 1        |
| Kanada      | 3        |
| Nový Zéland | 2        |
| USA         | 3        |
| Anglie      | 1        |
| Česko       | 10       |
| Slovensko   | 5        |